# Alvarelhos (Trofa)
Alvarelhos é uma povoação portuguesa do Município da Trofa que foi sede da extinta Freguesia de Alvarelhos, freguesia que tinha 6,46 km² de área e 3 151 habitantes (2011), , e, por isso, uma densidade populacional de 487,8 hab/km².
A Freguesia de Alvarelhos foi extinta (agregada) em 2013, no âmbito de uma reforma administrativa nacional, para, em conjunto com a Freguesia de Guidões, formar uma nova freguesia denominada União das Freguesias de Alvarelhos e Guidões.
A Freguesia de Alvarelhos foi uma das 8 freguesias com que o Município da Trofa foi constituído.

## População
| População da freguesia de Alvarelhos | População da freguesia de Alvarelhos | População da freguesia de Alvarelhos | População da freguesia de Alvarelhos | População da freguesia de Alvarelhos | População da freguesia de Alvarelhos | População da freguesia de Alvarelhos | População da freguesia de Alvarelhos | População da freguesia de Alvarelhos | População da freguesia de Alvarelhos | População da freguesia de Alvarelhos | População da freguesia de Alvarelhos | População da freguesia de Alvarelhos | População da freguesia de Alvarelhos | População da freguesia de Alvarelhos |
| ------------------------------------ | ------------------------------------ | ------------------------------------ | ------------------------------------ | ------------------------------------ | ------------------------------------ | ------------------------------------ | ------------------------------------ | ------------------------------------ | ------------------------------------ | ------------------------------------ | ------------------------------------ | ------------------------------------ | ------------------------------------ | ------------------------------------ |
| 1864                                 | 1878                                 | 1890                                 | 1900                                 | 1911                                 | 1920                                 | 1930                                 | 1940                                 | 1950                                 | 1960                                 | 1970                                 | 1981                                 | 1991                                 | 2001                                 | 2011                                 |
| 924                                  | 907                                  | 1 066                                | 1 017                                | 1 166                                | 1 181                                | 1 332                                | 1 456                                | 1 697                                | 1 979                                | 2 216                                | 2 734                                | 3 204                                | 3 146                                | 3 151                                |

Nos censos de 1864 a  1991 fez parte do concelho de Santo Tirso
| Distribuição da População por Grupos Etários | Distribuição da População por Grupos Etários | Distribuição da População por Grupos Etários | Distribuição da População por Grupos Etários | Distribuição da População por Grupos Etários | Distribuição da População por Grupos Etários | Distribuição da População por Grupos Etários | Distribuição da População por Grupos Etários | Distribuição da População por Grupos Etários | Distribuição da População por Grupos Etários |
| -------------------------------------------- | -------------------------------------------- | -------------------------------------------- | -------------------------------------------- | -------------------------------------------- | -------------------------------------------- | -------------------------------------------- | -------------------------------------------- | -------------------------------------------- | -------------------------------------------- |
| Ano                                          | 0-14 Anos                                    | 15-24 Anos                                   | 25-64 Anos                                   | > 65 Anos                                    |                                              | 0-14 Anos                                    | 15-24 Anos                                   | 25-64 Anos                                   | > 65 Anos                                    |
| 2001                                         | 609                                          | 532                                          | 1 718                                        | 287                                          |                                              | 19,4%                                        | 16,9%                                        | 54,6%                                        | 9,1%                                         |
| 2011                                         | 451                                          | 394                                          | 1 870                                        | 436                                          |                                              | 14,3%                                        | 12,5%                                        | 59,3%                                        | 13,8%                                        |

Média do País no censo de 2001:  0/14 Anos-16,0%; 15/24 Anos-14,3%; 25/64 Anos-53,4%; 65 e mais Anos-16,4%
Média do País no censo de 2011:   0/14 Anos-14,9%; 15/24 Anos-10,9%; 25/64 Anos-55,2%; 65 e mais Anos-19,0%

## Património
- Castro de Alvarelhos ou Castro de São Marçal